# 9. Jahrhundert v. Chr.
Portal Geschichte | Portal Biografien | Aktuelle Ereignisse | Jahreskalender | Tagesartikel

◄ |
2. Jt. v. Chr. |
1. Jahrtausend v. Chr. |  

◄ |
11. Jh. v. Chr. |
10. Jh. v. Chr. |
9. Jahrhundert v. Chr. |
8. Jh. v. Chr. |
7. Jh. v. Chr. |
►
Das 9. Jahrhundert v. Chr. begann am 1. Januar 900 v. Chr. und endete am 31. Dezember 801 v. Chr.

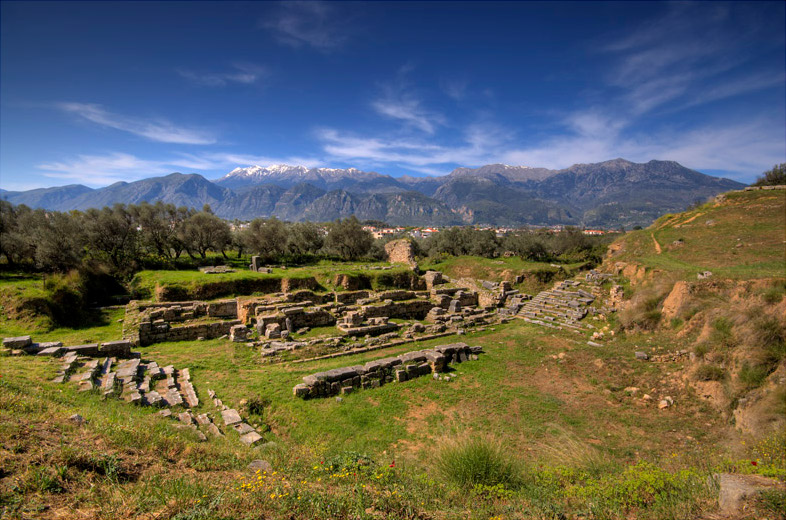
Ruinen von Sparta

Hinduismus#Spätvedische_Phase_(850–500_v._Chr.)

## Zeitalter/Epoche
- In Mitteleuropa beginnt die Eisenzeit.
- In Indien beginnt die spätvedische Zeit (Hinduismus), womit eine Phase der Urbanisierung ihren Anfang nimmt.[1][2]

## Ereignisse/Entwicklungen

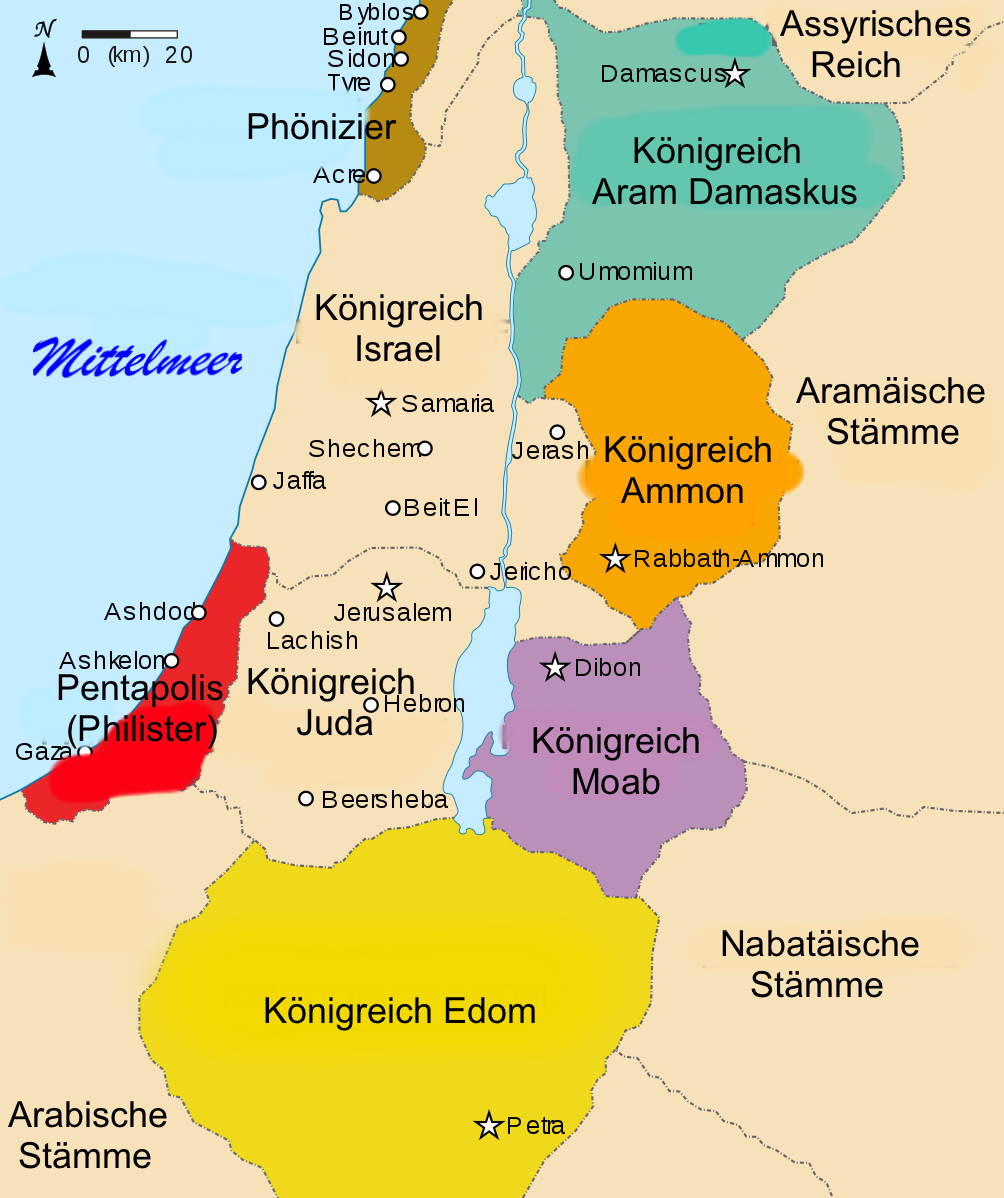
Staaten der Levante um 850 v. Chr.

- Um 900 v. Chr. beginnt der geometrische Stil im heutigen Griechenland.[3]
- Ab ca. 900 v. Chr. Beginn des sich bald intensivierenden Handels der Phönizier mit Andalusien, nachgewiesen durch viele phönizische Funde in und um Huelva, die möglicherweise teilweise schon ins späte 10. Jahrhundert v. Chr., zumindest aber ins frühe 9. Jahrhundert v. Chr. datieren.[4]
- Im 9. Jahrhundert v. Chr. wurde der Staat Mannai von den Mannäern gegründet.[5]
- Im 9. Jahrhundert v. Chr. wurde der Staat Qin in China gegründet.[6]
- Um 900 v. Chr.: Gründung von Sparta[7] in Lakonien, im heutigen Griechenland.
- Juli bis Dezember 861 v. Chr.: Größte Konjunktion zwischen den Planeten Jupiter und Saturn im Sternbild Fische (Pisces).
- Um 858 v. Chr.: Gründung des Urartäischen Reiches im Nordosten Kleinasiens[8]; siehe auch Liste urartäischer Befestigungen.
- 853 v. Chr.: Schlacht von Karkar am Orontes zwischen den Assyrern unter Salmanassar III. und einer syrischen Koalition (siehe auch Epoche Alter Orient und Zusammenbruch der Bronzezeit).
- 853 v. Chr.: Die Araber werden zum ersten Mal auf dem Kurkh-Monolith erwähnt.[9][10][11]
- Um 853 v. Chr. erlangte der Staat Moab die Unabhängigkeit vom Nordreich Israel.[12][13]
- Um 849 v. Chr. erlangte der Staat Edom die Unabhängigkeit vom Südreich Juda[14] (In der Regierungszeit von Joram, nach Albright 849 v. Chr.).
- Um 843 v. Chr. werden die Perser zum ersten Mal in assyrischen Inschriften erwähnt.[15][16]
- 841 v. Chr.: In einem Aufstand wird König Li von Zhou aus seiner Hauptstadt Luoyang vertrieben. Das ist das erste bis auf das Jahr datierbare Datum in der chinesischen Geschichte.
- Um 825 v. Chr.: Das eubäische Lefkandi wird von einem Brand erheblich zerstört. Ihre Tochterstadt Eretria nimmt etwa zeitgleich an Bedeutung zu.
- 814 v. Chr.: Laut späteren antiken Quellen Gründung der nordafrikanischen Stadt Karthago durch Phönizier.
- Um 806 v. Chr. wurde der Staat Zheng durch den Herzog Huan von Zheng in China gegründet.[17]

## Persönlichkeiten
Hinweis: Die Regierungsjahre lassen sich in diesem Jahrhundert noch nicht genau bestimmen. Von daher handelt es sich um ungefähre Schätzungen.

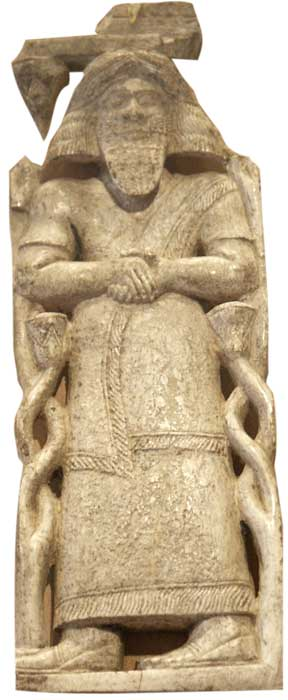
Statue von Hasaël

### Pharaonen von Ägypten
- Osorkon I. (925–890 v. Chr.)
- Takelot I. (889–874 v. Chr.)
- Osorkon II. (874–850 v. Chr.)
- Harsiese I. (870–860 v. Chr./Gegenkönig)
- Takelot II. (850–825 v. Chr.)
- Scheschonq III. (825–773 v. Chr.)
- Petubastis I. (818–793 v. Chr./Gegenkönig/23. Dynastie)

### Könige von Aram-Damaskus
- Ben-Hadad I. (890–860 v. Chr.)
- Ben-Hadad II. (855–842 v. Chr.)
- Hasaël (842–805 v. Chr.)
- Ben-Hadad III. (805–773 v. Chr.)

### Könige von Assyrien
- Adad-nirari II. (911–891 v. Chr.)

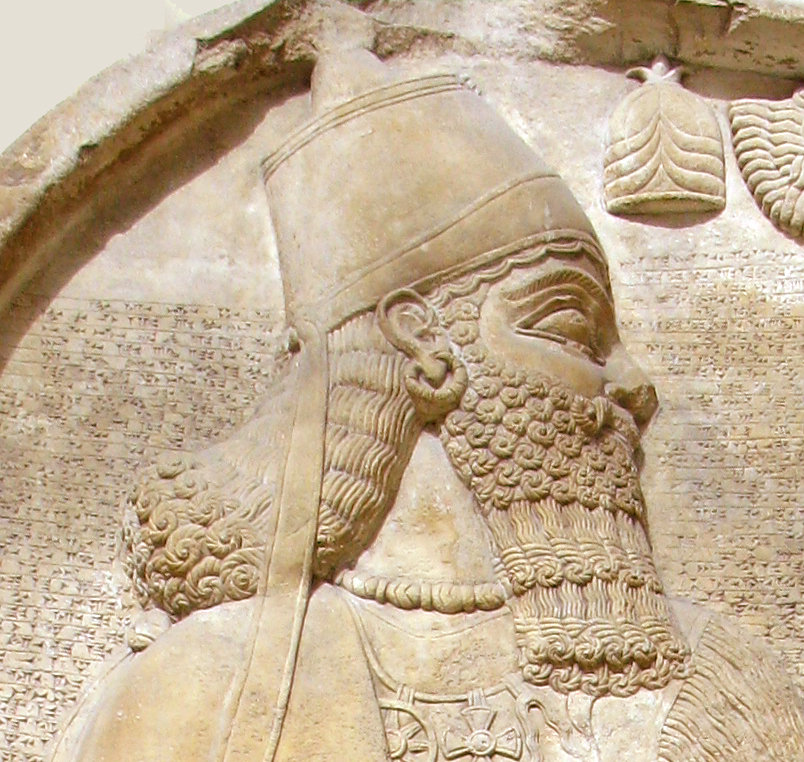
Aššur-nâṣir-apli II.

- Tukulti-Ninurta II. (890–884 v. Chr.)
- Aššur-nâṣir-apli II. (883–859 v. Chr.)
- Salmānu-ašarēd III. (858–824 v. Chr.)
- Šamši-Adad V. (823–811 v. Chr.)
- Adad-nīrārī III. (810–783 v. Chr.)

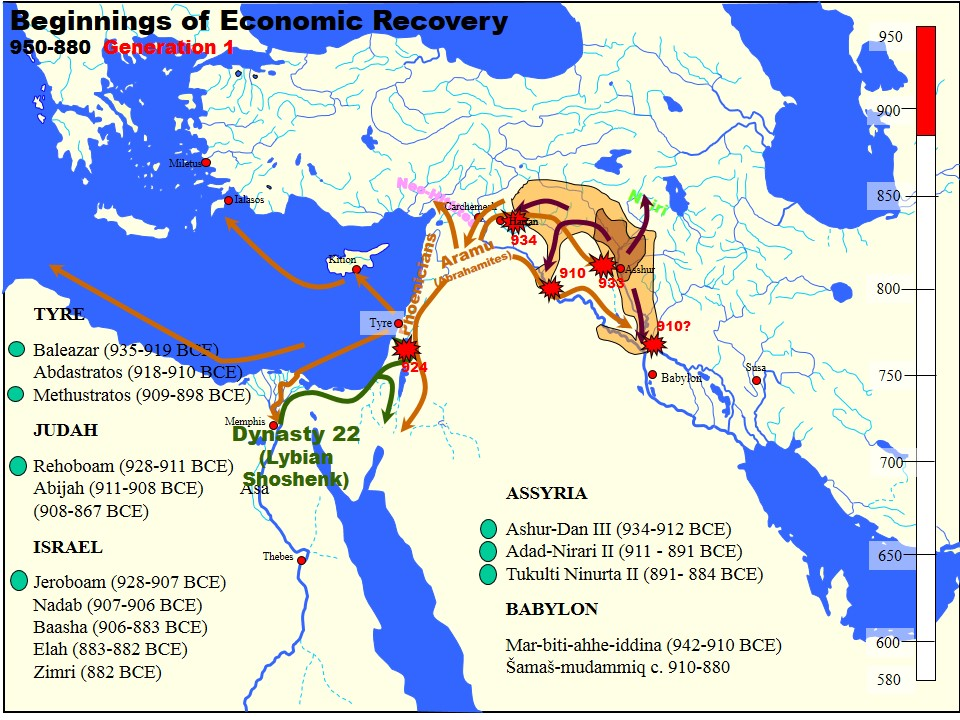
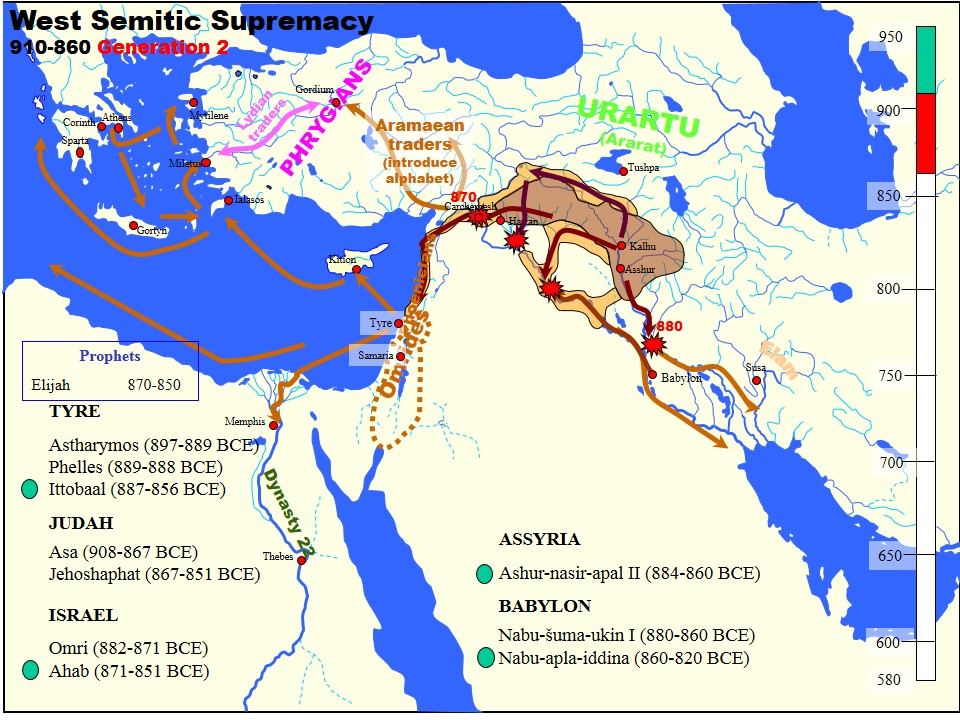
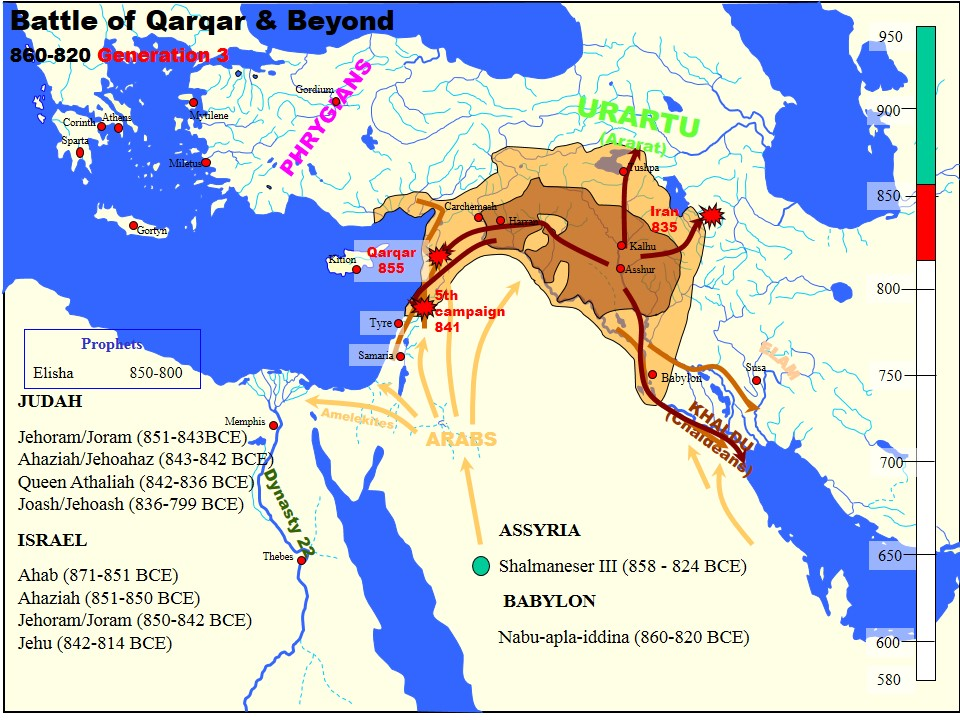

Assyrische Grenzen und Feldzüge von Aššur-dan II. (reg.  934 – 912 v. Chr.) über Aššur-nâṣir-apli II. (reg.  883 – 859 v. Chr.) bis Salmānu-ašarēd III. (reg.  859 – 824 v. Chr.)

### König von Moab
- Mescha (850–810 v. Chr.)

### Könige von Israel

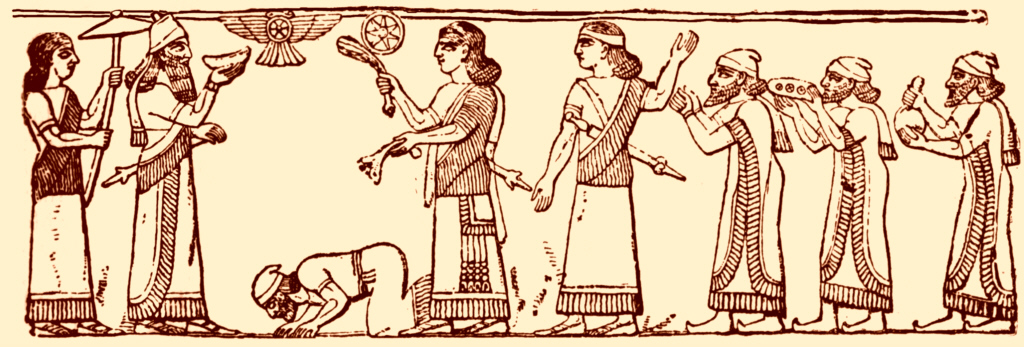
König Jehu vom Nordreich Israel kniet vor Salmānu-ašarēd III. von Assyrien.

- Baesa (909–886 v. Chr.)
- Ela (886–885 v. Chr.)
- Simri (885 v. Chr.)
- Omri (885–874 v. Chr.)
- Ahab (874–853 v. Chr.)
- Ahasja (853–852 v. Chr.)
- Joram (852–841 v. Chr.)
- Jehu (841–ca. 818–812 v. Chr.)
- Joahas (812–798 v. Chr.)

### Könige von Juda
- Asa (910–869 v. Chr.)
- Joschafat (872–848 v. Chr.)
- Joram (848–841 v. Chr.)
- Ahasja (841–835 v. Chr.)
- Joasch (835–796 v. Chr.)

### König von Tyros
- Mattan I. (829–820 v. Chr.)

### Könige von Urartu
- Sarduri I. (832–825 v. Chr.)
- Išpuini (825–810 v. Chr.)
- Menua (810–785 v. Chr.)

### Sonstige
- Mittlere Präklassik (ca. 900–400 v. Chr.) der Maya in Mittelamerika. In der mittleren Vorklassik kommt es zur durchgehenden Besiedlung im gesamten Mayagebiet und zur Entwicklung von Handel zwischen den Städten. Etwa im 7. Jahrhundert v. Chr. finden sich die ersten Siedlungsspuren im Gebiet von Tikal in Guatemala. Am Golf von Mexiko lassen sich etwa 500 v. Chr. erstmals Siedlungsbauten und steinerne Tempel nachweisen.
- Paracas-Kultur (ca. 900–200 v. Chr.) an der Südküste von Peru. Die Mumien weisen Trepanationen und auffallende Schädeldeformationen auf. Auch wurden kunstvoll gewebte Stoffe und polychrome Keramik in den Gräbern gefunden, die vor allem auf der namensgebenden Paracas-Halbinsel entdeckt wurden.

## Erfindungen und Entdeckungen
- Die aramäische Schrift wurde von den Aramäern um 900 v. Chr. aus der phönizischen Schrift entwickelt.[18][19]
- Das griechische Alphabet wird seit dem 9. Jahrhundert v. Chr. verwendet und ist eine Weiterentwicklung der phönizischen Schrift.[20][21]